# Georgina von Wilczek

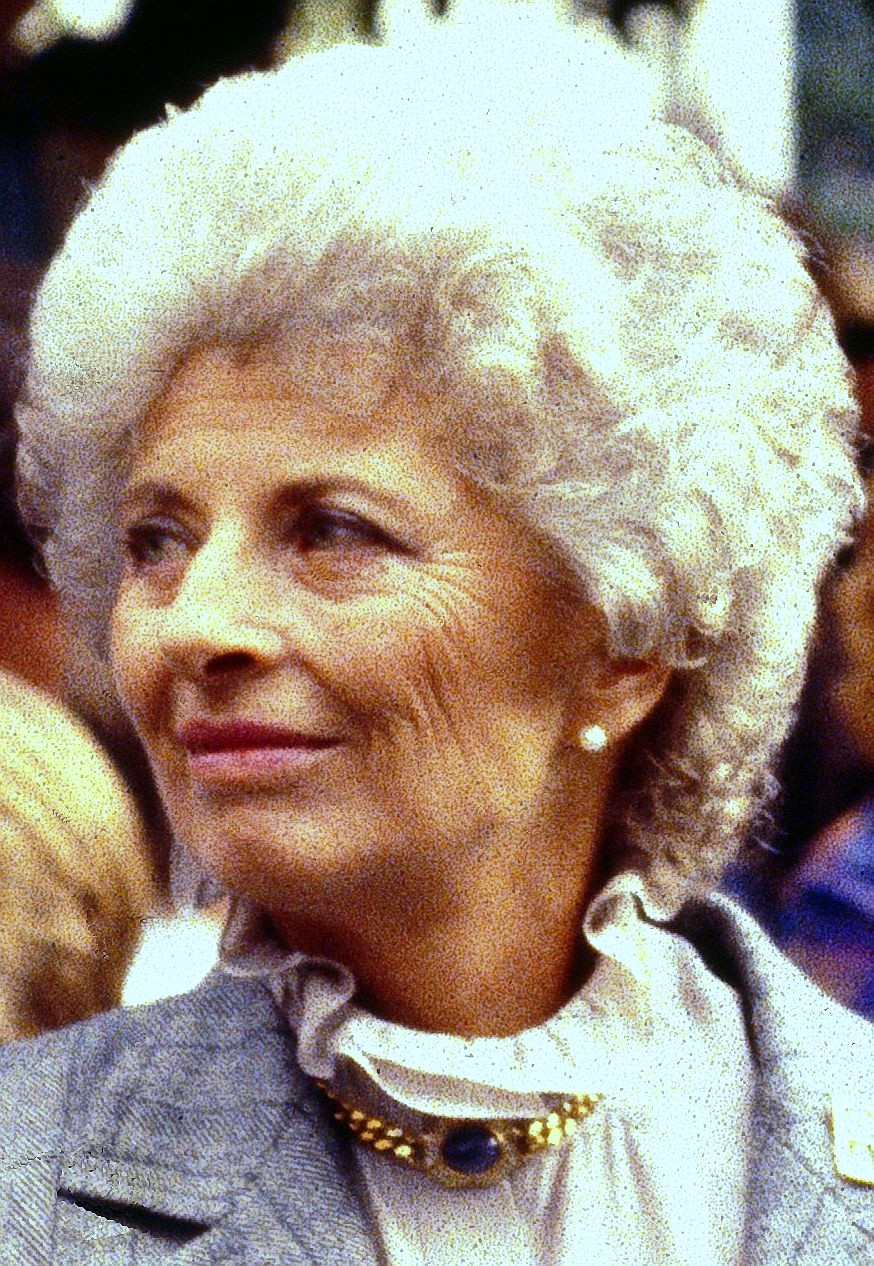
Fürstin Gina 1988

Gräfin Georgina von Wilczek (Georgina Norberta Johanna Franziska Antonie Marie Raphaela, genannt Gina; * 24. Oktober 1921 in Graz; † 18. Oktober 1989 in Grabs) war Fürstin von und zu Liechtenstein.

## Biografie
Sie war die Tochter von Graf Ferdinand von Wilczek und der Gräfin Norbertine Kinsky von Wchinitz und Tettau und wurde in Graz in Österreich geboren. Ihr Urgroßvater war Graf Johann Nepomuk von Wilczek (1837–1922), ein österreichischer Polarforscher und Kunstmäzen.

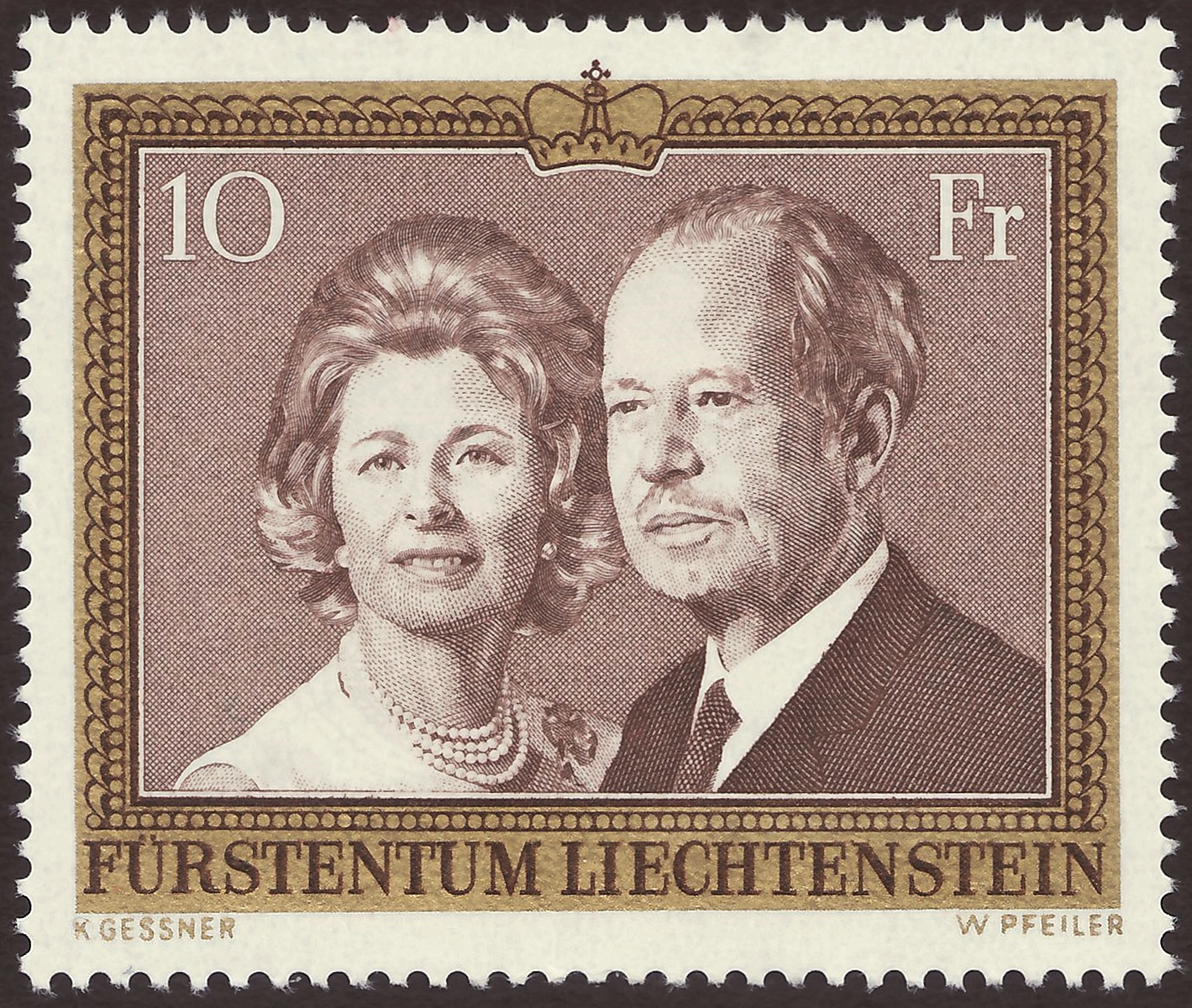
Porträts der Fürstin und des Fürsten von und zu Liechtenstein auf einer Liechtensteiner Briefmarke 1974

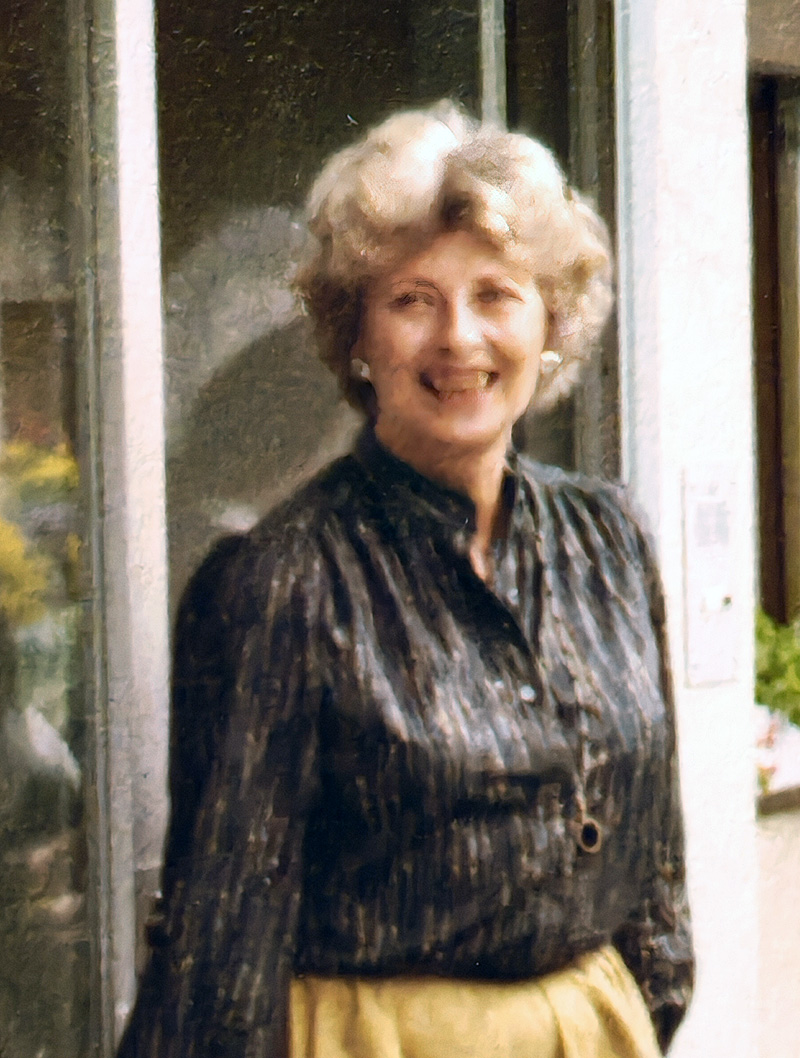
Gina von Liechtenstein bei einem Besuch in der Schweiz, wohl frühe 1980er-Jahre

1942 verlobte sie sich mit Fürst Franz Josef II. Am 5. März 1943 wurde sie am Bahnhof von Schaan empfangen, zwei Tage später, am 7. März, fand die Vermählung durch Bischof Christian Caminada von Chur statt, es war die erste liechtensteinische Fürstenhochzeit der Geschichte, die auf dem Territorium des heutigen Fürstentums stattfand.
Im Zweiten Weltkrieg setzte sich die Fürstin sehr für geflohene Zwangsarbeiter und Kriegsgefangene ein und gründete am 22. Juni 1945 das Liechtensteinische Rote Kreuz, dessen Präsidentin sie von 1945 bis 1984 war, bevor sie diese Funktion an ihre Schwiegertochter übergab.
Das Paar hatte fünf gemeinsame Kinder:
- Fürst Hans-Adam II. (* 1945)
- Prinz Phillip Erasmus (* 1946)
- Prinz Nikolaus Ferdinand (* 1947)
- Prinzessin Nora (* 1950)
- Prinz Franz Josef Wenzel (* 1962, † 1991)

Ihr Sohn Hans Adam heiratete Marie Kinsky von Wchinitz und Tettau, eine Verwandte mütterlicherseits von ihr.
Fürstin Georgina starb am 18. Oktober 1989 im Krankenhaus von Grabs in der Schweiz nach einem langen Krebsleiden, nicht einmal einen Monat vor ihrem Mann.
Franz Josef II. und seine Frau Gina waren beide Mitglieder des Ritterordens vom Heiligen Grab zu Jerusalem im Rang eines Grosskreuzritters bzw. einer Grosskreuzdame.

## Grabstätte
46 Jahre waren Fürstin Gina und Fürst Franz Josef II. verheiratet, dann starb Fürstin Gina am 18. Oktober 1989. Nur 26 Tage später, am 13. November 1989, starb auch Fürst Franz Josef II. im Spital von Grabs. Fürst Franz Josef II. und Fürstin Gina fanden ihre letzte Ruhestätte in der 1960 vollendeten Fürstlichen Gruft bei der katholischen Pfarrkirche St. Florin in Vaduz. Die Gräber sind nur einmal im Jahr zu Allerheiligen, am 1. November eines jeden Jahres (jeweils von 13:00 – 17:00 Uhr) der Öffentlichkeit zugänglich.